# Regras Mínimas das Nações Unidas para o Tratamento de Presos

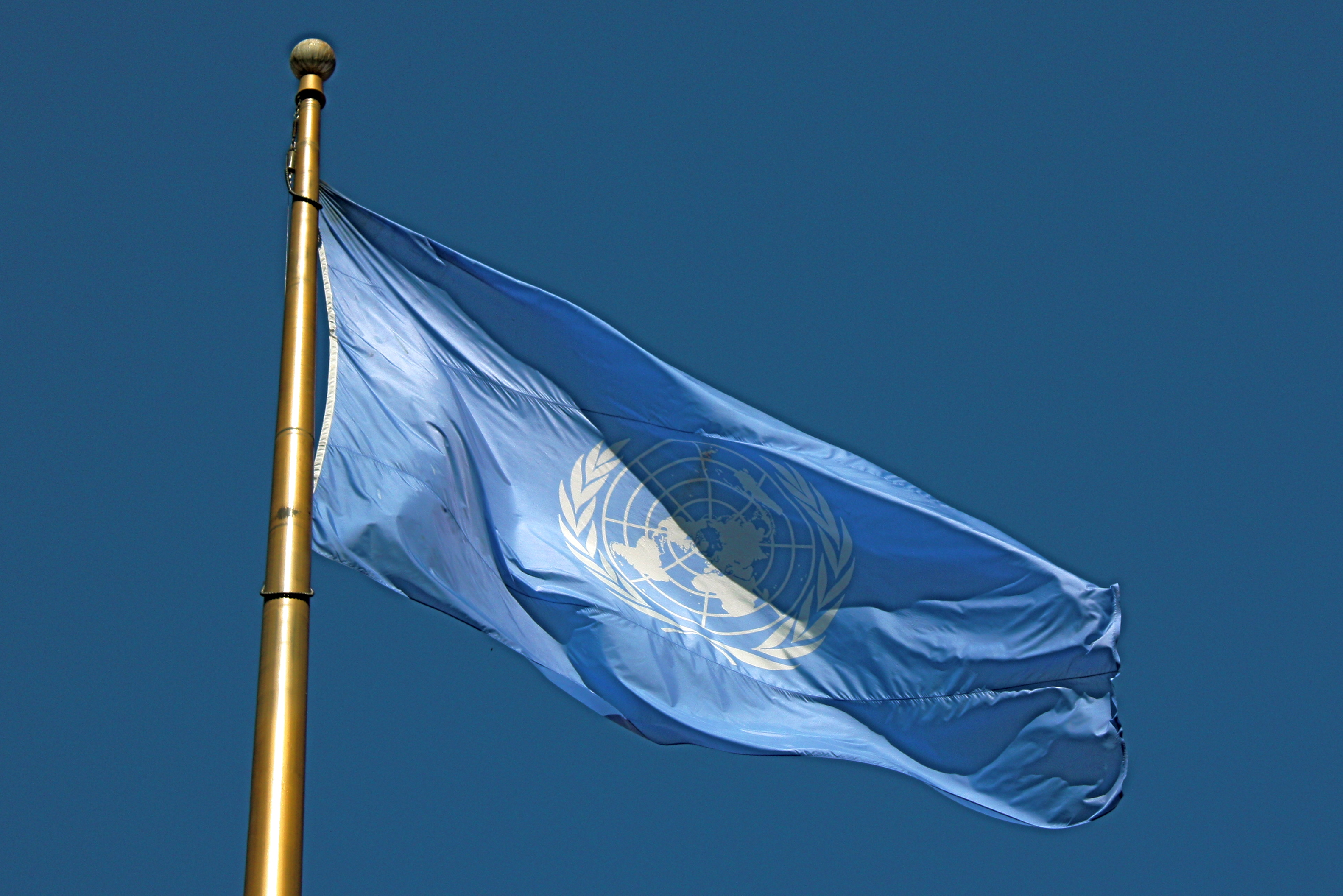
Bandeira das Nações Unidas

As Regras Mínimas das Nações Unidas para o Tratamento de Reclusos foram adotadas pela Assembleia Geral das Nações Unidas em 17 de dezembro de 2015, após um processo de revisão de cinco anos, adicionando novas regras à redação original de 31 de agosto de 1955.  Elas são conhecidas popularmente como Regras de Mandela, em homenagem ao ex-presidente sul-africano Nelson Mandela. As Regras de Mandela são compostas por 122 conjunto de "regras". Nem todas as normas são regras propriamente ditas, prevendo-se diversos princípios como a igualdade institucional e a filosofia do confinamento. 
As Regras Mínimas possuem natureza de soft law, ou seja, não são normas vinculantes de Direito Internacional, tendo como objetivo espelhar diversos direitos dos presos previstos em diversos tratados. Têm servido como padrões mínimos universalmente reconhecidos para o tratamento de prisioneiros. Apesar de sua natureza juridicamente não vinculativa, as regras têm sido importantes em todo o mundo como fonte de legislação nacional relevante, bem como de orientação prática para a gestão prisional. Eventualmente, o descumprimento de alguma das regras poderá caracterizar a violação de algum tratado internacional vinculante, como a violação da Regra 24 (direito ao tratamento médico) está abrangida pela Convenção Interamericana de Direitos Humanos, como expressamente decidido pela Corte Interamericana de Direitos Humanos no caso Tibi c. Equador.

## Histórico
As Regras Mínimas foram adotadas pela primeira vez em 31 de agosto de 1955, durante o Primeiro Congresso da ONU sobre Prevenção do Crime e Tratamento de Delinquentes, realizado em Genebra. Somente vieram a ser aprovadas pelo Conselho Econômico e Social nas resoluções nº 663 (de 31 de julho de 1957) e nº 2076 (de 13 de maio de 1977).

### Reforma das Regras Mínimas
Em 2010, a Assembleia Geral da ONU solicitou à Comissão para a Prevenção do Crime e Justiça Criminal que fosse criado um grupo de peritos intergovernamentais para troca de informações sobre a revisão das Regras Mínimas, de modo a refletirem os avanços nas ciências correcionais e nas melhores práticas internacionais,  com a ressalva de que não seriam toleradas quaisquer alterações às regras que resultassem em redução dos padrões existentes. A Assembleia Geral destacou ainda uma série de princípios que deveriam orientar o processo de revisão contínua, incluindo que (a) quaisquer alterações às Regras Mínimas não devem reduzir nenhuma das normas existentes, mas devem melhorá-las para que reflitam os avanços na ciência correcional e nas boas práticas, de modo a promover a segurança, a proteção e as condições humanas para os presos; e que (b) o processo de revisão deve manter o âmbito de aplicação atual das Regras Mínimas para o tratamento dos presos, e continuar a levar em conta as diferenças sociais, legais e culturais, bem como as obrigações do países em matéria de direitos humanos. 

### Adoção das Regras de Mandela

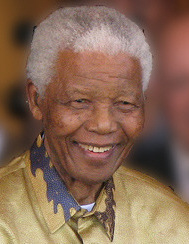
Nelson Mandela, 2008

Finalmente, em 2015, as Regras sofreram uma revisão, que aumentaram o número de artigos de 95 para os atuais 122, ao inovar com assuntos como contato do preso com o exterior e buscas nas celas de detenção. A Assembleia Geral adotou a resolução 70/175 e as renomeou para “Regras Mínimas das Nações Unidas para o Tratamento de Prisioneiros (Regras de Mandela)”.  A referência foi adicionada não apenas em reconhecimento ao grande apoio da África do Sul ao processo de revisão, mas também para homenagear Nelson Mandela, que passou 27 anos na prisão durante sua luta pela democracia e pela promoção de uma cultura de paz. Assim, a Assembleia Geral também decidiu estender o escopo do Dia Internacional Nelson Mandela (18 de julho) para que também seja utilizado para promover condições humanas de prisão, conscientizar sobre os prisioneiros como um subconjunto contíguo da sociedade e valorizar o trabalho dos funcionários da prisão como um serviço social de importância.

## Conteúdo
A redação atual das Regras Mínimas é composta por três seções: observações preliminares, Parte I (regras de aplicação geral) e Parte II (regras aplicáveis a categorias especiais).
- Observações preliminares: esclarecem que as regras não pretendem descrever um sistema penitenciário pormenorizado, uma vez que reconhecem uma grande variedade de realidades locais (como leis, demografia e economia), nem são aplicáveis diretamente à administração de instituições voltadas à delinquência juvenil[6], ainda que possível a aplicação de determinadas regras.
- Parte I: contém regras de aplicação geral de estabelecimentos prisionais, sendo aplicáveis a qualquer categoria de reclusos, como presos penais ou presos civis, presos provisórios, internados em medida de segurança. Contém os padrões  geralmente aceitos como boas práticas no tratamento de prisioneiros em geral e na gestão de instituições penais. Está subdividido em princípios (1 a 5); registros (6 a 10); segregação entre categorias de presos (11) normas mínimas de alojamento (12 a 17); higiene pessoal (18); vestuário [7] e roupa de cama (19 a 21); alimentação (22); atividade física (23); serviços médicos (24 a 35); deveres, disciplina e punição (36 a 46); utilização de instrumentos de contenção (47 a 49); revistas e inspeções na cela (50 a 53); reclamações e petições (54 a 57); contato com o mundo exterior (58 a 63); disponibilidade de livros(64); religião(65 e 66); retenção de bens dos prisioneiros (67); notificação de morte, doença, transferência (68 a 70); investigações (71 e 72) remoção de prisioneiros (73); qualidade e formação do pessoal prisional (74 a 82); e inspeções em estabelecimentos prisionais (83 a 85).
- Parte II: contém regras aplicáveis a diferentes categorias de prisioneiros, em especial aqueles condenados por sentença penal. Contém uma série de princípios orientadores (86 a 90); o tratamento e reabilitação de prisioneiros (91 e 92); classificação e individualização (93 e 94); privilégios (95); trabalho [8] (96 a 103); educação e lazer (104 e 105); relações sociais e cuidados posteriores (106 a 108). Além disso, prevê regras observando características especiais de reclusos com problemas de saúde (109 e 110), presos provisórios (111 a 120), prisioneiros civis (121) e regras para pessoas presas ou detidas sem acusação (122).